# 梅丘
梅丘（うめがおか）は、東京都世田谷区の町名。現行の行政地名は梅丘一丁目から梅丘三丁目。住居表示実施済区域。

## 地理
世田谷区の中央部付近に位置し、北沢地域に属する。北で松原、東で代田、南に若林、世田谷、西で豪徳寺と接する。

### 概要
地形的には、北に北沢川、南に烏山川に挟まれる形であるが、平坦な部分がほとんどを占める。
小田急小田原線梅ヶ丘駅は、地域の北部に位置する。幹線道路は、梅丘通りの終点付近が通る。梅ヶ丘駅周辺の近隣商業地の他は住宅地が多い。

### 地価
住宅地の地価は、2025年（令和7年）1月1日の公示地価によれば、梅丘2-15-4の地点で69万1000円/m2となっている。

## 歴史
1964年（昭和39年）、住居表示実施により世田谷から分離し、梅丘一丁目〜梅丘三丁目が新設された。
元々、東京府荏原郡世田ヶ谷村の一部および松原村飛地の一部で、東京市、世田谷区への編入等を経て現在の形となった。現在も二、三丁目は、世田谷、若林との結びつきが強い。

### 地名の由来
梅ヶ丘の名の由来ははっきりしない。元々は駅名を付けるときにできた名称で、地名はそこからきたものであり、附近の土地の所有者が梅鉢を家紋にしていたことに由来するとされている。しかし、近くに古墳があり「埋めヶ丘」と呼ばれていたことを基にし、「埋め」を「梅」にかえ「梅ヶ丘」としたとする説もある。また、近くにある羽根木公園は梅林で有名だが、これは駅名・地名に因んで後から植えられたもの（1967年（昭和42年）の世田谷区議会選出記念植樹を嚆矢とする）である。

## 世帯数と人口
2025年（令和7年）1月1日現在（世田谷区発表）の世帯数と人口は以下の通りである。
| 丁目       | 世帯数    | 人口    |
| ---------- | --------- | ------- |
| 梅丘一丁目 | 2,548世帯 | 4,068人 |
| 梅丘二丁目 | 1,786世帯 | 3,374人 |
| 梅丘三丁目 | 802世帯   | 1,567人 |
| 計         | 5,136世帯 | 9,009人 |

### 人口の変遷
国勢調査による人口の推移。
| 年                 | 人口  |
| ------------------ | ----- |
| 1995年（平成7年）  | 8,508 |
| 2000年（平成12年） | 8,731 |
| 2005年（平成17年） | 8,792 |
| 2010年（平成22年） | 8,899 |
| 2015年（平成27年） | 8,993 |
| 2020年（令和2年）  | 9,095 |

### 世帯数の変遷
国勢調査による世帯数の推移。
| 年                 | 世帯数 |
| ------------------ | ------ |
| 1995年（平成7年）  | 4,181  |
| 2000年（平成12年） | 4,559  |
| 2005年（平成17年） | 4,757  |
| 2010年（平成22年） | 4,783  |
| 2015年（平成27年） | 4,874  |
| 2020年（令和2年）  | 5,051  |

## 学区
区立小・中学校に通う場合、学区は以下の通りとなる（2024年8月現在）。
| 丁目       | 番地                      | 小学校     | 中学校       |
| ---------- | ------------------------- | ---------- | ------------ |
| 梅丘一丁目 | 1～34番 51～54番 60～62番 | 山下小学校 | 世田谷中学校 |
| 梅丘一丁目 | 35〜50番 55〜59番         | 城山小学校 | 世田谷中学校 |
| 梅丘二丁目 | 1～6番 8番 21～27番       | 城山小学校 | 世田谷中学校 |
| 梅丘二丁目 | 7番 9〜20番 28〜34番      | 山崎小学校 | 世田谷中学校 |
| 梅丘三丁目 | 全域                      | 山崎小学校 | 世田谷中学校 |

## 事業所
2021年（令和3年）現在の経済センサス調査による事業所数と従業員数は以下の通りである。
| 丁目       | 事業所数  | 従業員数 |
| ---------- | --------- | -------- |
| 梅丘一丁目 | 258事業所 | 1,619人  |
| 梅丘二丁目 | 49事業所  | 258人    |
| 梅丘三丁目 | 32事業所  | 250人    |
| 計         | 339事業所 | 2,127人  |

### 事業者数の変遷
経済センサスによる事業所数の推移。
| 年                 | 事業者数 |
| ------------------ | -------- |
| 2016年（平成28年） | 342      |
| 2021年（令和3年）  | 339      |

### 従業員数の変遷
経済センサスによる従業員数の推移。
| 年                 | 従業員数 |
| ------------------ | -------- |
| 2016年（平成28年） | 2,028    |
| 2021年（令和3年）  | 2,127    |

## 交通

### 鉄道
| 街区内の駅                       |
| -------------------------------- |
| 小田急小田原線 - 梅ヶ丘駅(OH 09) |

## 施設
- 梅丘図書館（改築のため休館中で、松原に仮事務所を設置）[14]
- 国士舘大学世田谷キャンパス梅ヶ丘校舎 - 橋でつながっている同キャンパス世田谷校舎、至近距離にある国士舘中学校・高等学校は世田谷に位置する（ただし、両者とも梅ヶ丘駅から徒歩圏内にある）。
- Odakyu OX 梅ヶ丘店
- ワイズマート 梅ヶ丘店

## その他

### 日本郵便
- 郵便番号 : 154-0022[2]（集配局 : 世田谷郵便局[15]）。